# الفابا
الفابا ثراپ (انگلیسی: Elphaba Thropp, ‎/ˈɛlfəbə ˈθrɒp/‎) قهرمان رمان شرور: زندگی و زمانهٔ جادوگر شرور غرب (۱۹۹۵) نوشتهٔ گرگوری مگوایر است. او در اقتباس تئاتر موزیکال این رمان و همچنین در دو قسمت از اقتباس سینمایی آن، یعنی فیلم‌های شرور (۲۰۲۴) و شرور: تا ابد (۲۰۲۵) نیز حضور دارد. الفابا نسخه‌ای بازآفرینی‌شده از جادوگر خبیث غرب در رمان جادوگر شگفت‌انگیز اُز (۱۹۰۰) اثر ال. فرانک بام است.